# Hino de Jaru
O hino do Município de Jaru, Rondônia foi criado pela Lei Municipal nº 1.527/GP/10 de 06/10/10, de 25 de Outubro de 2010, na administração do Prefeito Jean Carlos dos Santos (PMDB). Com a letra criada por Antônio Cândido da silva e a musica foi feita pelo Ednaldo da Silva Santos.